# 카지구르트군

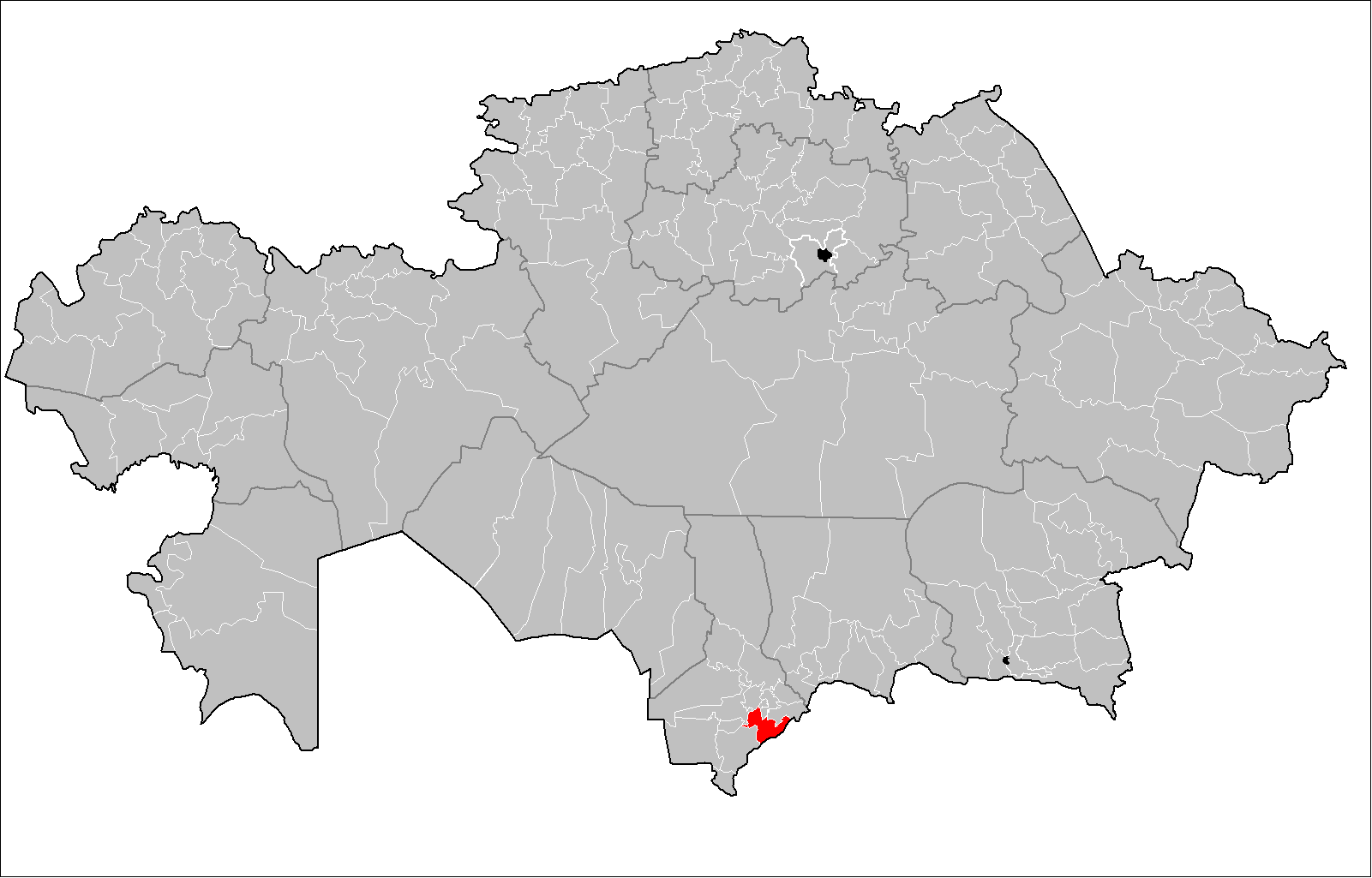
카지구르트 군의 위치

카지구르트군(카자흐어: Қазығұрт ауданы, 러시아어: Казыгуртский район)은 카자흐스탄 투르키스탄주의 군이다.
중심지는 카지구르트마을이다.
인구수는 9만5,500명이다.
군의 면적은 4100 km2를 이루고 있다.

## 역사
1928년에 레닌스키 군(Ленинский район)이 구성하게 되었다. 군의 중심지로써 투르바트(Турбат)마을이었다. 그 다음에 중심지는 샤랍하나(Шарапхана)마을로 바뀌게되었다. 1931년부터 행정중심지로써 카지구르트(Казыгурт)마을이다. 1993년 5월 4일 카자흐스탄 최고 소비에트 간부회 법령(Постановлением Президиума Верховного Совета Казахстана)으로 레닌스키 군은 카지구르트 군으로 바뀌게 되었다.

## 자연
군의 면적에 더 90종류의 포유류와 새들이 살고 있다. 그들 중에 가장 더 늑대, 여우, 너구리, 설치류, 메추라기, 양, 고슴도치가 펴져 있다. 우감 강엔 송어류가 살고 있다.

## 참고 문헌
1. ↑  Постановление Президиума Верховного Совета Республики Казахстан от 4 мая 1993 года № 2001 «Об упорядочении транскрибирования на русском языке казахских топонимов, наименовании и переименовании отдельных административно-территориальных единиц Республики Казахстан».